# Хеб (район)
Район Хеб (чеш. Okres Cheb) — один из 3 районов Карловарского края Чешской Республики. Административный центр — город Хеб. Площадь района — 1 045,94 км²., население составлает 96 593 человека. В районе насчитывается 40 муниципалитетов, из которых 10 — города.

## География
Район расположен в западной части края. Граничит с районами Соколов и Карловы Вары Карловарского края; Тахов и Пльзень-север Пльзенского края; на западе — государственная граница с Германией.

## Города и население
Данные на 2009 год:
| Город             | Население |
| ----------------- | --------- |
| Хеб               | 34 933    |
| Марианске-Лазне   | 14 268    |
| Аш                | 13 510    |
| Франтишкови-Лазне | 5 753     |
| Тепла             | 3 126     |
| Луби              | 2 421     |
| Границе           | 2 270     |
| Плесна            | 2 065     |
| Скальна           | 1 933     |
| Лазне-Кинжварт    | 1 555     |

| Всего          | Женщин           | Мужчин           |
| -------------- | ---------------- | ---------------- |
| 96 593 (100 %) | 48 993 (50,72 %) | 47 600 (49,28 %) |

Средняя плотность — 92 чел./км²; 84,72 % населения живёт в городах.

## Список населённых пунктов
Аш •
Вали •
Велька-Гледьсебе •
Вельки-Луг •
Вльковице •
Войтанков •
Газлов •
Границе •
Дольни-Жандов •
Дрмоуль •
Задуб-Завишин •
Красна •
Кршижоватка •
Лазне-Кинжварт •
Либа •
Липова •
Луби •
Марианске-Лазне •
Миликов •
Мильгостов •
Мнихов •
Небанице •
Нови-Костел •
Овесне-Кладруби •
Одрава •
Окроугла •
Плесна •
Подгради •
Помези-над-Огрди •
Поустка •
Прамени •
Скальна •
Стара-Вода •
Тепла •
Трестенице •
Тршебень •
Трши-Секери •
Туржани •
Франтишкови-Лазне •
Хеб